# Афродита південна
Афродита південна (Aphrodita australis) є морським бродячим поліхетом, що зустрічається переважно поблизу Австралії та Нової Зеландії.